# Psychodrame analytique de groupe
Le psychodrame analytique de groupe est une pratique psychothérapeutique inspirée à la fois de la psychanalyse et du psychodrame de Jacob Moreno et Zerka Moreno.

## Principes
Il faut distinguer le psychodrame analytique de groupe et le psychodrame analytique en groupe ou un patient se retrouve dans un groupe de deux ou trois co-thérapeutes.
Le psychodrame analytique de groupe se fonde sur les mêmes principes que le psychodrame individuel. Les phénomènes de groupes y sont particulièrement analysés (réf. Kaës, Anzieu, Gimenez, Barrer, Chouvier, Robert...). Différencier l'espace de jeu (primaire) et l'espace de réflexion(espace secondaire) pour que le participant puisse structurer sa pensée.

### Couple thérapeutique
Il y a « couple thérapeutique », c'est-à-dire un thérapeute homme et un thérapeute femme. Le couple thérapeutique vise à faciliter la gestion du transfert. Si les patients s'investissent les uns les autres, le couple thérapeutique demeurera une figure stable, les thérapeutes pouvant être investis individuellement ou en tant que couple.

### Observateur
Il y a, éventuellement, un observateur, spectateur hors des enjeux de la scène. Cet observateur est figure de plus en plus utilisée.

### Déroulement
La définition du scénario de jeu est totalement laissée au groupe, qui l'élaborera au fur et à mesure, afin de permettre au groupe de jouer une scène qui va évoluer au fur et à mesure de son déroulement.
Le moniteur arrête le jeu et les participants retournent dans l'espace de réflexion pour comprendre ce qu'il s'est passé dans le jeu. Ceci amène parfois les participants à avoir des abréactions qui vont le conduire sur le chemin de sa compréhension psychique.

### Thérapie ou formation
Le psychodrame psychanalytique de groupe est aussi à visée de formation.

## Référence
- CEFFRAP (FR)
- Psychodrame.be (BE)
- Formation en Travail Groupal Analytique (CH)